# Libertad (Antique)
Libertad è una municipalità di quinta classe delle Filippine, situata nella Provincia di Antique, nella Regione del Visayas Occidentale.
Libertad è formata da 19 baranggay:
- Barusbus
- Bulanao
- Centro Este (Pob.)
- Centro Weste (Pob.)
- Cubay
- Codiong
- Igcagay
- Inyawan
- Lindero
- Maramig
- Pucio
- Pajo
- Panangkilon
- Paz
- San Roque
- Tinigbas
- Tinindugan
- Taboc
- Union